# 龔晟
龔晟（1427年—？），字德輝，湖廣武昌府蒲圻縣人，明朝政治人物，進士出身。

## 生平
湖廣鄉試第十七名。天順八年（1464年）甲申科會試第一百九十九名，殿試登進士第三甲第一百三十七名。成化二年（1466年），試監察御史。

## 家族
曾祖龔茂華；祖父龔文質；父龔濟。子龔鍊；孫龔良傅。